# Jyrki Tujunen
Jyrki Juhani Tujunen (* 20. November 1968 in Helsinki) ist ein ehemaliger finnischer Radrennfahrer und nationaler Meister im Radsport.

## Sportliche Laufbahn
Tujunen war Bahnradsportler. Er war Teilnehmer der Olympischen Sommerspiele 1988 in Seoul. In der Einerverfolgung wurde er beim Sieg von Gintautas Umaras 11.
Tujunen gewann 1990 die Meisterschaft der Nordischen Länder im 1000-Meter-Zeitfahren. Er gewann die finnische Meisterschaft im 1000-Meter-Zeitfahren 1986 bis 1988. Von 1987 bis 1990 wurde er Meister in der Einerverfolgung sowie 1986 und 1991 im Punktefahren. In der Mannschaftsverfolgung gewann er 1987 mit Vesa Mattila und Jari Lähde sowie 1988, 1989 und 1991 den nationalen Titel.